# Lago Menéndez
El lago Menéndez es un lago de origen glaciar ubicado en la provincia del Chubut, Argentina, en el departamento Futaleufú.
Tiene una superficie aproximada de 5570 hectáreas. Ocupa un valle con dos brazos en forma de Y, con su cuerpo principal orientado hacia el este y dos brazos hacia el noroeste y sudoeste. En la separación entre estos últimos existe una isla. Está rodeado de altas montañas y hermosos paisajes de bosques de lengas y otras fagáceas, además de altos y añosos alerces. La totalidad del su superficie y de sus costas pertenecen al parque nacional Los Alerces, y en sus costas no reside población permanente alguna.
Se trata de un destino turístico muy visitado. La razón de su elección como destino turístico está ligada a sus hermosos paisajes, que incluyen las altas montañas que lo rodean, el bosque andino patagónico de sus costas y la selva valdiviana de sus costas más occidentales. En algunos de los cerros ubicados a su vera existen pequeños pero vistosos glaciares.
El acceso al lago es exclusivamente peatonal, a través de un sendero que parte de las orillas del río Arrayanes, junto a una ruta turística, y donde existen alojamientos y campamentos. Se cruza un largo puente peatonal sobre el río, y tras bordear el vecino Lago Verde, y tras caminar unos 2.000 metros, se arriba a un muelle y una pequeña playa.
También se puede arribar al muelle después de una caminata de unos 1000 metros, desde el Lago Verde, donde llegan embarcaciones que recorren el río Arrayanes y el vecino Lago Futalaufquen.
Desde el muelle parte, varias veces al día, una excursión a bordo de un pequeño buque turístico, que recorre el cuerpo principal del lago y su brazo norte. Al final del recorrido, se hace una caminata por densos bosques pertenecientes al sistema llamado selva valdiviana, de vegetación espesa.
Este lago pertenece a la cuenca del río Futaleufú, que desemboca en el Océano Pacífico a través del río Yelcho, ubicado en territorio chileno.